# Критозябрець аллеганський
Критозябрець аллеганський (Cryptobranchus alleganiensis) — єдиний вид земноводних роду Критозябрець родини критозябрецевих.

## Опис
Загальна довжина досягає 55—75 см, з яких одна третина припадає на хвіст, вага 1,5—2,5 кг. Спостерігається статевий диморфізм: самиця більша за самця. Голова й тулуб доволі сплощені. Водночас досить масивні та товсті. На передніх сильних та коротких лапах 4 пальці, а на задніх — 5. З боків тулуба і краях задніх лап тягнеться хвиляста складка шкіри. Забарвлений у світло-сірий або бурий колір.

## Спосіб життя
Полюбляє швидкі поточні річки, але на дрібних, порожистих, кам'янистих місцях. Вдень, за винятком часу розмноження, лежить під камінням, вночі полює за хробаками, молюсками, раками, жабами і рибами. На поверхню піднімається рідко.
Парування відбувається наприкінці серпня — на початку вересня. У цей час самці будують гнізда під великими плоскими брилами або скелями у воді, привертаючи увагу самиць. У нього зовнішнє запліднення: самець поливає яйця насіннєвий рідиною в момент їх відкладання в гніздо. Самець зазвичай лежить в гнізді серед яєць, охороняючи їх, повернувши голову до виходу з гнізда. Самиця відкладає 300—450 яєць у вигляді довгих, переплутаних між собою шнурів. Іноді в одне гніздо відкладають яйця 2—3 самиці. Яйця блідо-жовті діаметром 6 мм (з оболонкою 17—20 мм). Розвиток яєць продовжується 68—84 дня. Личинка при появі завдовжки близько 3 см. У неї вже є короткі, але товсті лапи, сильний хвіст з плавниковими складками і добре розвинені зовнішні зябра. Личинки втрачають зябра у віці близько 1,5 року, досягаючи розмірів 10—13 см.

## Розповсюдження
Мешкає у східних штатах США.